# Andranovao
Andranovao is een plaats en commune in het westen van Madagaskar, behorend tot het district Maintirano, dat gelegen is in de regio Melaky. Tijdens een volkstelling in 2001 telde de plaats 12.377 inwoners.
De plaats biedt enkel lager onderwijs aan. 50 % van de bevolking werkt als landbouwer, 40 % houdt zich bezig met veeteelt en 8% verdient zijn brood als visser. De belangrijkste landbouwproducten zijn rijst en mais; andere belangrijke producten zijn bananen, tarwe en kokosnoten. Verder is 1% actief in de dienstensector.